# Sceaux (Hauts-de-Seine)
Sceaux je město v jižní části metropolitní oblasti Paříže ve Francii v departmentu Hauts-de-Seine a regionu Île-de-France. Od centra Paříže je vzdálené 9,7 km.
Město je známé rozlehlým parkem navrženým barokním architektem Andréem Le Nôtre se zámkem Sceaux a s oranžérií od Julese Hardouin-Mansarta, sídlo Jean-Baptisty Colberta, ministra Ludvíka XIV. Na zdejším hřbitově byli pochování čtyři laureáti Nobelovy ceny, Pierre a Marie Curieovi, jejichž pozůstatky byly přeneseny do pařížského Pantheonu, a jejich dcera Irène s manželem Frédérikem.

## Vývoj počtu obyvatel
Počet obyvatel

## Partnerská města
- Royal Leamington Spa
- Brühl